# راکی (فیلم ۲۰۱۳)
«راکی» (انگلیسی: Rocky (2013 film)) یک فیلم است که در سال ۲۰۱۳ منتشر شد.